# Обсерваторія Шретера
Обсерваторія Шретера - астрономічна обсерваторія, яка була побудована астрономом-любитилем Іоганном Ієронімусом Шретером
У 1784 Шретер придбав за 31 рейхсталер телескоп-рефлектор Гершеля з фокусною відстанню в 122 сантиметри. 
У 1786 придбав за 600 рейхсталерів (його дохід за шість місяців) телескоп-рефлектор з фокусною відстанню 214 сантиметрів з окулярами, що дозволяють досягти 1 200-кратного збільшення.
У 1813 році під час Наполеонівських воєн обсерваторія Шретера була зруйнована французькими військами під командуванням Вандама.
Свого часу в обсерваторії працювали:
- Карл Людвіг Гардінг
- Фрідріх Вільгельм Бессель

В обсерваторії був відкритий астероїд 3 Юнона, Були складені карти Марса, відзначені аномалії в фазах Венери.